# 75 Cents
Ladislav Demeterffy (29 de enero de 1933 – Zagreb, 19 de noviembre de 2010) fue un cantante croata, más conocido como Laci y 75 Cents.

## Vida musical
75 Cents fue el nombre que él mismo se puso por la edad que tenía en el momento de ser elegido para representar a Croacia en el Festival de Eurovisión en 2008 celebrado en Belgrado, Serbia, junto a la banda Kraljevi Ulice.
Cantaron «Romanca», y quedaron en el puesto 21.º en la final tras pasar como cuartos desde la segunda semifinal. Demeterffy se convirtió así en el artista más longevo que haya participado en la historia del festival, superando el récord que tenía Jean-Claude Pascal desde 1981.
Falleció el 19 de noviembre de 2010, con 77 años, en el Hospital de Vinogradska, en Zagreb.